# Kjøllefjord
Kjøllefjord är en tätort och ett fiskeläge i Lebesby kommun på Nordkinnhalvøya i Finnmark fylke i norra Norge. Kommunen har cirka 1 350 invånare. 

## Historik
Kjøllefjord har varit bebodd sedan 1500-talet och blev tidigt en handelsplats. I mitten av 1700-talet var Kjøllefjord större som handelsplats än både Vardø och Vadsø.
Samtliga hus, med undantag för ett hus för döda, blev förstörda under tyskarnas tillbakadragande 1944, inklusive den gamla träkyrkan från 1736. Det danska folket gav byn en ny praktfull kyrka i sten (ca 300 sittplatser), vilken invigdes 1951. Ett enda föremål räddades från den gamla kyrkan, nämligen ett exemplar av Fredrik II:s bibel från 1589. Den ligger numer på altaret i den nya kyrkan. Kjøllefjord lever, liksom alla andra orter i nordligaste Norge, på fisket och dess kringnäringar. De två fiskeriföretagen, Aker Seafood och Laksefjord Seafood är stora arbetsgivare.
I Kjøllefjord ligger Foldalbruket kystkultursenter, ett museum baserat på Nils Foldal AS tidigare fiskprocessanläggning.
Kjøllefjord Vindpark, med start 2005, är ett stort vindkraftsprojekt, med hittills 17 vindkraftverk, på Gartefjellet.
Hurtigruten trafikerar Kjøllefjord.